# Joan Gelderman (1918-1944)
Joan Gelderman (Oldenzaal, 18 november 1918 – Kamp Vught, 4 september 1944) was een Nederlands verzetsstrijder tijdens de Tweede Wereldoorlog.

## Biografie
Gelderman was een zoon van Joan Gelderman en Grace Edith Fuhrken. Hij groeide op in villa De Hulst in Oldenzaal.
In mei 1940 diende hij als kornet bij het Korps Rijdende Artillerie, dat ook bekend stond als de Gele Rijders. Hij nam deel aan gevechten op het Eiland van Dordt en bij de Moerdijkbruggen. Na de demobilisatie hervatte hij zijn rechtenstudie aan de Universiteit van Amsterdam, die hij met succes voltooide in 1942.
Via zijn broer Christiaan Maurits (Chris) Gelderman (1907-1990) was hij in het najaar van 1940 in contact gekomen met de Ordedienst in Den Haag en Twente. Na het behalen van zijn diploma zette Gelderman zich volledig in voor de Ordedienst. In Den Haag voerde hij gesprekken met jhr. Johan Schimmelpenninck en Adriën Moonen, adjunct-inspecteur van politie in Den Haag, over de toekomst van de verzetsbeweging. Na de arrestatie van zijn broer Chris, in maart 1942, verhuisde hij naar Enschede en nam hij diens taken over. Hij werd benoemd tot verbindingsofficier voor de Ordedienst en stichtte nieuwe OD-groepen in Overijssel en Gelderland.
In het begin van 1943 verhuisde Gelderman naar Amsterdam, waar hij nauw samenwerkte met vertegenwoordigers van de Landelijke Organisatie voor hulp aan onderduikers, de Landelijke Knokploegen, en de Raad van Verzet. Gedurende deze periode was hij actief betrokken bij het vergaren van wapens en de vervaardiging van explosieven. Samen met Jan Berend van Delden (1920-1944) voerde hij verschillende aanvallen uit.
In februari 1944 werd hij door verraad gearresteerd. Na zijn arrestatie heeft hij in verschillende gevangenissen gezeten, in Utrecht, het 'Oranjehotel' in Scheveningen, en Vught. Op 27 juni 1944 werd hij te Utrecht door een Duitse militaire rechtbank ter dood veroordeeld en op 4 september 1944 op het schietterrein bij Vught geëxecuteerd.
In 1947 werd hij nog door zijn familie als vermist beschouwd. In 1950 werd zijn aangifte van overlijden bekend gemaakt in de Staatscourant.

## Onderscheidingen
In 1952 werd hem postuum het Verzetskruis toegekend. Zijn naam staat vermeld op de Erelijst van Gevallenen 1940-1945. In 1968 werd hem de onderscheiding Rechtvaardige onder de Volkeren toegekend.
H.J. van Aalderen
· P. van As
· M. Assies
· J.J. Barendsen
· J.A. Beekman
· H.D.J. Beernink
· L.R. Beijnen
· C.J. van den Berg-van der Vlis
· L.A. Bleys
· G. de Boer
· A.A. Bontekoe
· E.J. Bosch ridder van Rosenthal
· D.A. van den Bosch
· I.J. van den Bosch
· J.H. Bosch
· J.C.J. baron Brantsen
· A.L. Charroin
· F.G.M. Conijn
· M. Crans
· R.J. Dam
· F. Datema
· K.H. Derkzen van Angeren
· H. Dienske
· J.L.G. Doornik
· V. Dreyfus
· N. Dupont
· F. Duwaer
· S. Esmeijer
· G.H. Gelder
· J. Gelderman
· W.J. Gertenbach
· E.A. Giran
· O. Giran
· C.H. de Groot
· P.G.S. Guermonprez
· A. Hahn
· W. van Hall
· J.C.H.F. van Hanxleden Houwert
· Th.W.L. baron van Heemstra
· J.J. Hendrikx
· J.L. Hesselberg
· W.J. Heukels
· I. van der Horst
· J. ter Horst
· H.P. Hos
· J.F.H.M. baron van Hövell van Wezeveld en Westerflier
· B. IJzerdraat
· L. Jansen
· A. Kalter
· G.W. Kastein
· A. Keuter
· T.J. Kroeze
· D.M.R.H. Kroon
· H.Th. Kuipers-Rietberg
· A. Meerwaldt
· J.A.A. Mekel
· J.D. van Melle
· D.C.B. Mesritz
· M.-L.C. Meunier
· J.J. Mohr
· J.L. Moonen
· A.C. Nagtegaal
· F. Nieuwenhuijsen
· B. Oosthoek
· J. Oranje
· T. Pannekoek
· J. Post
· A.J. Rozeman
· V.H. Rutgers
· F.R. Ruys
· W. Santema
· J.J. Schaft
· Jhr. J. Schimmelpenninck
· R.L.A. Schoemaker
· G. Schoonman
· W.P. Speelman
· M. van der Stoep
· B.M. Telders
· A.O.H. Tellegen
· O.R. Thomsen
· G. Tieman
· T.W. de Tourton Bruijns
· L.M. Valstar
· G.J. van der Veen
· D. Verloop
· M.A.E. Verspyck
· P.M.R. Versteegh
· C. Vlot
· G. Weidner
· J.H. Westerveld
· H.B. Wiardi Beckman
· J.W. Wildschut
· J.R.E. Wüthrich
· L. Zwanenburg
· Onbekende Joodse soldaat